# Sant Miquel Sesvinyes
L'església de Sant Miquel Sesvinyes és emplaçada en plena serra de la Boscarra al veïnat de Casals, a la part central del terme de Serinyà, a poc més d'un km. al sud-oest del nucli de Serinyà, sobre un petit turó i presidint el veïnat que és de cases disperses. És adscrita eclesiàsticament a la parròquia de Sant Andreu.

## Història
Les primeres notícies d'aquesta capella romànica daten de l'any 1282 però possiblement el seu origen es remunta als segles X-XI. Fins no fa gaire temps, s'hi custodiava una talla romànica de fusta policromada de la Mare de Déu amb l'infant que actualment es troba desapareguda. Se'n conserva una fotografia feta per Francesc Montsalvatge a principis del segle xx.

## Arquitectura
L'ermita de Sant Miquel Sesvinyes és una petita construcció d'una nau coberta amb volta apuntada, capçada a llevant per un absis semicircular que té una petita finestra de doble esqueixada en el centre. La porta d'arc de mig punt format per grans dovelles de travertí d'Espolla, és situada a la façana de ponent. Té una espadanya d'una sola obertura amb un teulat a dos aigües i una finestra sobre la porta. L'aparell és de pedra sorrenca de dimensions variades, d'uns 12 X 15 cm, disposada irregularment, fora de la façana de ponent, on les filades i les dimensions són més regulars. Cal fer notar, en aquesta façana, dos grans carreus situats a la base dels dos angles extrems, fet que podria indicar l'existència d'una construcció molt anterior, (segles X-XI), a l'època corresponent a l'aparell d'aquest mur i la porta, que, juntament amb el campanar, foren refets segurament al segle xii. A la façana nord sobresurt una capelleta, mentre que a la façana sud es conserven tres contraforts que indicarien que l'església havia estat adossada a una masia. La porta de fusta conserva un forrellat amb forma de cap de dragó.

## Galeria d'imatges

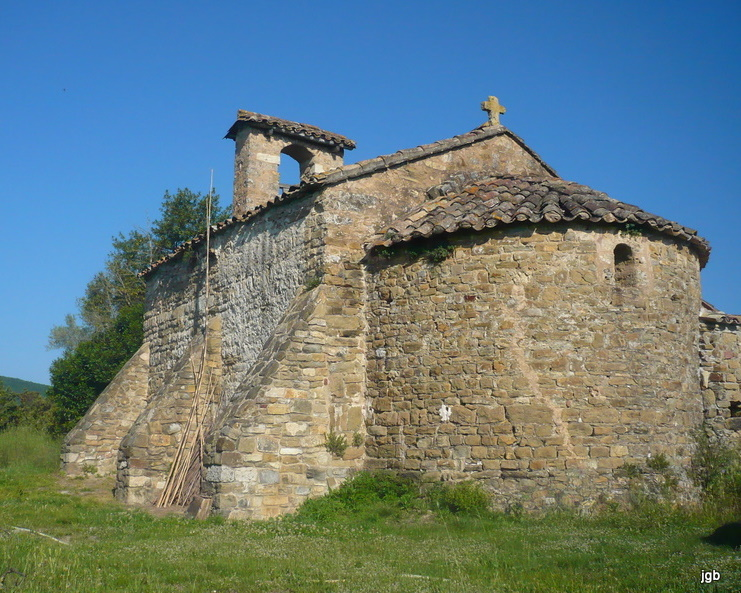
Absis i finestra de doble esqueixada al centre (2011)
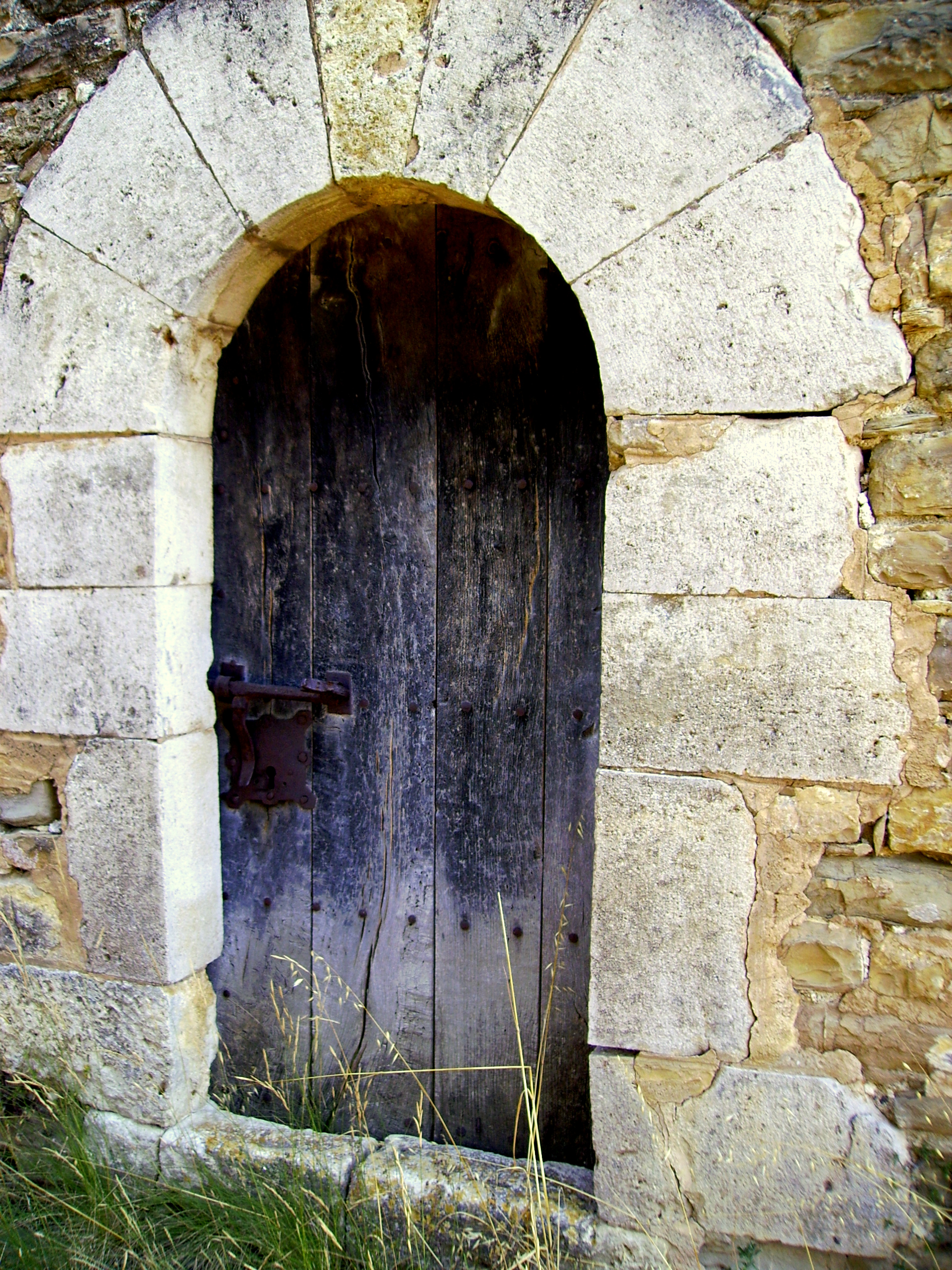
Portal adovellat amb forrellat de cap de dragó (2012)